# Ugo Gregoretti
Ugo Gregoretti (Roma, 28 de setembre de 1930-Ibidem, 5 de juliol de 2019) va ser un director televisiu i de teatre, actor, guionista, autor i presentador italià.

## Biografia
Va ingressar en 1953 a la RAI, on va treballar com documentarista i director. En 1960 va guanyar el Premi Itàlia pel documental televisiu La Sicília del Gattopardo. En 1962 va fer el seu debut en la indústria cinematogràfica amb la comèdia I nuovi angeli.
En 1978 va començar la seva activitat en el teatre com a director de prosa i representacions d'òpera. La seva activitat com a director es va caracteritzar principalment per una sensibilitat respecte als assumptes polítics i socials, combinada amb un ús peculiar de la ironia i la sàtira. Va ser president del Teatre de Torí de 1980 a 1989 i en 1995 va ser elegit president de l'Accademia Nazionale di Arte Drammatica Silvio D'Amico.
En 2010 va ser premiat amb un Nastro d'argento en honor a la seva trajectòria com a director.

## Filmografia

### Director
Cinema
- Piazza San Marco – documental (1956)
- Sicilia del Gattopardo – curtmetratge documental (1960)
- I nuovi angeli (1962)
- Rogopag, episodi Il pollo ruspante (1963)
- Omicron (1963)
- Le più belle truffe del mondo, episodi La Feuille du Route (1964)
- Le belle famiglie (1964)
- Apollon - Una fabbrica occupata – documental (1969)
- Il contratto (1970)
- Il bagno – curtmetratge documental (1973)
- La conquista dell'impero (1973)
- Vietnam scene del dopoguerra – documental (1975)
- Dentro Roma (1976)
- Comunisti quotidiani (1980)
- Maggio musicale (1990)
- Scossa, episodi Lungo le rive della morte (2011)
- Io, il tubo e le pizze – documental (2023)

Televisió
- Controfagotto (1961)
- Il Circolo Pickwick – minisèrie TV, 6 episodis (1968)
- Sabato sera dalle nove alle dieci – minisèie TV, 3 episodi (1973)
- Le tigri di Mompracem – minisèrie TV (1974)
- Romanzo popolare italiano (1975) – cicle de 5 drames TV:
  - L'assedio di Firenze, sobre el conte de Francesco Domenico Guerrazzi, 20 novembre 1975
  - I misteri di Napoli, sobre el conte de Francesco Mastriani, 27 novembre 1975
  - I ladri dell'onore, sobre el conte de Carolina Invernizio, 4 desembre 1975
  - Gli ammonitori, sobre el conte de Giovanni Cena, 11 desembre 1975
  - La freccia nel fianco, sobre el conte de Luciano Zuccoli, 18 desembre 1975
- Arrivano i mostri – programa musical, 3 episodi (1977)
- Uova fatali – drama TV, 2 episodi (1977)
- I segreti delle «Uova fatali» ovvero I trucchi, le fatiche e i retroscena di una produzione televisiva nello Studio 1 di Torino – documental (1977)
- La casta fanciulla di Cheapside de Thomas Middleton – prosa TV, 2 parts (1979)
- Tre ore dopo le nozze –telefilm (1979)
- Ma che cosa è quest'amore – minisèrie TV (1979)
- Viaggio a Goldonia[6] – miniserie TV, 3 episodi (1982)
- Il conto Montecristo – miniserie TV (1997)
- La primavera del 2002. L'Italia protesta, l'Italia si ferma – video documental (2002)

### Actor
- Amore mio aiutami, dirigida per Alberto Sordi (1969)
- La fine del gioco, dirigida per Gianni Amelio – telefilm (1970)
- C'eravamo tanto amati, dirigida per Ettore Scola (1974)
- Il comune senso del pudore, dirigida per Alberto Sordi (1976)
- Racconti di fantascienza, dirigida per Alessandro Blasetti – minisèrie, episodi L'assassino (1979)
- La terrazza, dirigida per Ettore Scola (1980)
- Viaggio a Goldonia, dirigida per Ugo Gregoretti – minisèrie (1982)
- Un povero ricco, dirigida per Pasquale Festa Campanile (1983)
- Pirata! Cult Movie, dirigida per Paolo Ricagno (1984)
- Fatto su misura, dirigida per Francesco Laudadio (1985)
- Juke box, diversos directors (1985)
- Domani accadrà, dirigida per Daniele Luchetti (1988)
- Buoni a nulla, dirigida per Gianni Di Gregorio (2014)